# Джон Уік
«Джон Уік» (англ. John Wick) — американський бойовик 2014 року, знятий Девідом Літчем і Чадом Стахельскі. У головних ролях зіграли Кіану Рівз, Альфі Аллен, Віллем Дефо.
Вперше у США фільм був продемонстрований 24 жовтня 2014 року. В Україні у кінопрокаті прем'єра фільму відбулась 11 грудня 2014 року.

## Сюжет
Джон Уік — колишній найманий вбивця на прізвисько «Бабай», що вже давно зав'язав зі своїм минулим. До того дня, коли син одного впливового мафіозі вирішив привласнити його улюблений Mustang 1969. Під час викрадення він вбиває собаку Дейзі — посмертний подарунок дружини Джона.

## Творці фільму

### Знімальна група
Кінорежисери — Девід Літч і Чад Стагелські, сценаристом був Дерек Колстад, кінопродюсерами — Безил Іваник, Девід Літч, Єва Лонгорія, Чад Стагелські і Майк Вітерілл, виконавчі продюсери — Кевін Скотт Фрейкс, Стівен Амель, Тара Моросс, Кіану Рівз, Ендрю С. Робінсон, Радж Brinder Сингх, Джаред Андервуд і Майк Аптон. Композитори: Тайлер Бейтс і Джоел Дж. Річард, кінооператор — Джонатан Села, кіномонтаж: Елізабет Роналдсдуттір. Підбір акторів — Джессіка Келлі і Сюзанна Сміт, художник-постановник — Ден Лі, художник по костюмах —Лука Моска.

### У ролях
| Актор              | Персонаж                          | Роль                                  |
| ------------------ | --------------------------------- | ------------------------------------- |
| Кіану Рівз         | Джон Уік англ. John Wick          | колишній найманий вбивця              |
| Мікаел Нюквіст     | Вігго Тарасов англ. Viggo Tarasov | підприємець, голова клану Тарасових   |
| Альфі Аллен        | Йожеф Тарасов англ. Iosef Tarasov | син Вігго                             |
| Едріанн Палікі     | міс Перкінс англ. Ms. Perkins     | наймана вбивця, колишня знайома Джона |
| Бріджет Мойнеген   | Гелен Вік англ. Helen Wick        | дружина Джона                         |
| Дін Вінтерс        | Аві англ. Avi                     | права рука Вігго                      |
| Іян Макшейн        | Вінстон англ. Winston             | власник Continential Hotel            |
| Джон Легвізамо     | Ауреліо англ. Aurelio             | власник Aurelio's Garage              |
| Віллем Дефо        | Маркус англ. Marcus               | член гільдії вбивць                   |
| Ленс Реддік        | Харон англ. Charon                | консьєрж в Continental Hotel          |
| Девід Патрік Келлі | Чарлі англ. Charlie               |                                       |
| Тобі Леонард Мур   | Віктор англ. Victor               | злочинець, друг Йожефа Тарасова       |

## Сприйняття

### Критика
Станом на 3 жовтня 2014 року рейтинг очікування фільму на сайті Rotten Tomatoes становив 98 % з 3,424 голоси, на Kino-teatr.ua — 9/10 (4 голоси).
Фільм отримав позитивні відгуки: Rotten Tomatoes дав оцінку 85 % на основі 134 відгуків від критиків (середня оцінка 6,9/10) і 82 % від глядачів зі середньою оцінкою 3,9/5 (42,915 голосів). Загалом на сайті фільми має позитивний рейтинг, фільму зарахований «стиглий помідор» від кінокритиків і «попкорн» від глядачів, Internet Movie Database — 7,7/10 (29 480 голосів), Metacritic — 67/100 (35 відгуків критиків) і 8,1/10 від глядачів (193 голоси). Загалом на цьому ресурсі від критиків і від глядачів фільм отримав позитивні відгуки.

### Касові збори
Під час показу у США, що розпочався 24 жовтня 2014 року, протягом першого тижня фільм був показаний у 2,589 кінотеатрах і зібрав 14,415,922 $, що на той час дозволило йому зайняти 2 місце серед усіх прем'єр. Станом на 10 грудня 2014 року показ фільму триває 48 днів (6,9 тижня) і за цей час фільм зібрав у прокаті у США 42,209,393 доларів США, а у решті світу 23,998,207 $ (за іншими даними 17,100,000 млн $), тобто загалом 66,207,600 $ (за іншими даними 59,309,393 млн $) при бюджеті 20 млн $.